# Fédération pour une alternative sociale et écologique
Forbundet for et socialt og økologisk alternativ (FASE eller "La Fédération") (fransk: Fédération pour une alternative sociale et écologique) var et lille fransk parti, der eksisterede fra december 2008 og til november 2013.
Ved valget i 2012 fik partiet valgt to medlemmer ind i Nationalforsamlingen. Partiet samarbejdede i perioder med Venstrefronten.